# Nothopanus nsimalenensis
Nothopanus nsimalenensis är en svampart som beskrevs av Mossebo 2000. Nothopanus nsimalenensis ingår i släktet Nothopanus och familjen Marasmiaceae.   Inga underarter finns listade i Catalogue of Life.